# 谿山行旅圖
《谿山行旅圖》為五代末北宋初畫家范寬的作品，使用絲質的絹作為畫布，縱長206.3公分，橫寬103.3公分。以淺淡的色彩作極為精緻的構圖，舉凡山川流水、高山岩石皆細心勾勒且呈現出立體的空間感，而人物、馬匹亦能在尺寸極為渺小的限制下活靈活現。據傳明代董其昌評價此畫為「宋畫第一」。現收藏於臺北國立故宮博物院。

## 構圖
畫作中遠近側正的視覺角度下觀察各有不同，遠看有巍峨巨石的壯闊，高山右側直直垂注一縷涓瀑，山壁岩牆上的特殊紋理不僅歷歷可見，線條亦是變化多端、粗黑曲折，不僅使山形更加雄偉厚重，也產生了層次和立體的切入觀感。而山壁上密如細雨的筆觸（雨點皴），更拉長了山高的視覺感受，忠實地呈現了范寬的繪畫特色。
隨著流水往全圖的下方望去，以更加細膩的筆觸在幽暗的深谷中暈出如霧氣一般的墨彩幻化，米芾便以「深暗如暮夜晦明」形容這種呈現了瀑布沖洩的力道以及水花的效果。水流盡頭可引領觀察者拉至近景，此時每一棵樹的枝枒葉梢巨細靡遺、疏落有致，巧妙的是右下角可見一行驢隊，在其右方分岔如「橫Ｙ」字形枝幹下方的樹葉呈現了一個缺口，可見范寬的落款簽名，但由於年代久遠，此畫顏色略顯暗沉，距離半公尺的距離下要細分此畫作的各個細節並非易事，因此現在畫展中多見遊客舉起望遠鏡近距離檢視賞閱。
山頂的樹木叢生無論遠近皆能望見枝葉疏密透光的層次，近處則更可見枝幹節瘤突出、盤根錯節，紋理幾可亂真，似乎可解釋成使用細小的畫筆，施以蒼勁的筆力如刻畫而來，此外，部分植物葉片依稀可見紅色和綠色消褪的痕跡，可知此畫原先是以彩色的形式發表。而近景的小瀑左岸走出的挑擔之人頭戴斗笠、動作如生，可能即將走過溪水之上的人工架橋，圖幅右下方更出現了駝獸列隊前進的律動，在蒼勁十足的景致中添加了生物的活躍氣息。

## 印記題跋

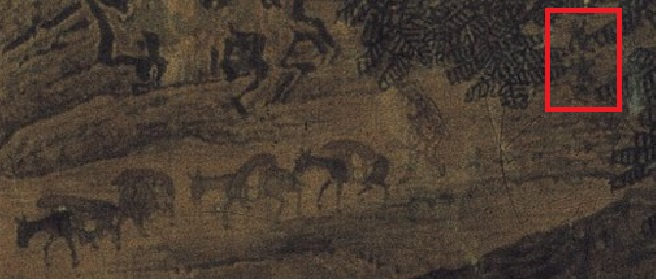
溪山行旅圖作者范寬落款

谿山行旅圖曾被明、清兩代文人墨士珍藏流傳至今，當中不乏著名鑑賞家和多位皇室成員，經手累加的印鑑多達22枚，而清高宗的印鑑竟有6枚，可見其珍愛程度之盛。以下依照時代順序列出印鑑的各項資訊，並可對照左圖的標記示意，認識這些印記題跋有助於釐清此畫受到重視的程度以及其輾轉流傳的時代背景。
谿山行旅圖的作者是在1958年確立，由臺北國立故宮博物院書畫處牛性群先生與副院長李霖燦先生在該畫右下處騾隊後方樹叢中發現有「范寬」二字，足證明代董其昌所題：「北宋范中立谿山行旅圖」，至此谿山行旅圖為范寬所繪已殆無疑義。
|               | 印主 | 標號                                     | 釋文 |
| 金粟寺        | 8    | 金粟山藏經紙                             |      |
| 范寬          | 20   | 范寬                                     |      |
| 錢惟演 或錢勰 | 18   | 忠孝之家                                 |      |
| 明代官印      | 21   | 典禮紀察司印                             |      |
| 董其昌        | 9    | 宗伯學士                                 |      |
| 董其昌        | 10   | 董其昌印                                 |      |
| 董其昌        | 11   | 題跋：「北宋范中立谿山行旅圖，董其昌觀」 |      |
| 梁清標        | 14   | 蕉林祕玩                                 |      |
| 梁清標        | 15   | 觀其大略                                 |      |
| 周祚新        | 16   | 祚新之印                                 |      |
| 周祚新        | 17   | 墨農鑑賞                                 |      |
| 清高宗        | 1    | 石渠寶笈                                 |      |
| 清高宗        | 2    | 重華宮鑑藏寶                             |      |
| 清高宗        | 7    | 乾隆御覽之寶                             |      |
| 清高宗        | 12   | 乾隆御覽之寶                             |      |
| 清高宗        | 13   | 乾隆御賞之寶                             |      |
| 清高宗        | 19   | 樂善堂圖書記                             |      |
| 清仁宗        | 5    | 嘉慶御覽之寶                             |      |
| 清宣統帝      | 3    | 宣統鑑賞                                 |      |
| 清宣統帝      | 4    | 無逸齋精鑒璽                             |      |
| 清宣統帝      | 6    | 宣統御覽之寶                             |      |
| 不明          | 22   | 東華山房                                 |      |

## 畫評
- 《圖畫見聞志》：「峰巒渾厚，勢壯雄強」
- 《圖繪寶鑑》：「山頂好作密林，水際作突兀大石」
- 《聖朝名畫評》：「真石老樹挺生筆下」
- 中國現代畫家徐悲鴻：「中國所有之寶，故宮有二，吾所最傾倒者，則為范中立《谿山行旅圖》，大氣磅礡，沉雄高古，誠辟易萬人之作。此幅既系巨幀，而一山頭，幾佔全幅面積三分之二，章法突兀，使人咋舌。全幅整寫，無一敗筆，北宋人治藝之精，真令人拜倒。」